# J'irai cracher sur vos tombes
Pour les articles homonymes, voir J'irai cracher sur vos tombes (homonymie).
J'irai cracher sur vos tombes est un roman noir de Boris Vian, publié sous le pseudonyme de Vernon Sullivan, paru pour la première fois en 1946 aux éditions du Scorpion. Ce roman, comme plusieurs autres, a d'abord été édité sous le nom de « Vernon Sullivan », dont Vian se présentait comme le traducteur.
L'histoire, comme les autres écrits de Vian sous le pseudonyme de Sullivan, se déroule dans le Sud des États-Unis. Elle met en scène la vengeance d'un métis à la suite du lynchage de son frère, pour dénoncer le racisme dont sont victimes les Noirs américains dans leur vie quotidienne face aux Blancs.

## Résumé
Lee Anderson, un homme né d'une mère mulâtre, et qui a la peau blanche et les cheveux blonds, quitte sa ville natale après la mort de son frère noir, lynché parce qu'il était amoureux d'une blanche. 
Arrivé dans cette autre ville, Lee, qui a « franchi la ligne » (se revendiquer blanc), devient libraire et entre dans la petite bande locale de jeunes en manque d'alcool et sexuellement très actifs. Son but est de venger la mort de son frère. Il choisira de le faire en tuant deux jeunes Blanches de la bourgeoisie locale (« deux pour un »).

## Analyse
Loin du style des romans signés « Boris Vian », ce récit est le plus violent, le plus cru[réf. nécessaire] et le plus représentatif de la série « Vernon Sullivan ». Vian y dénonce le racisme ambiant et la condition précaire des Noirs dans le Sud des États-Unis. La sexualité, violente, y est très présente. Boris Vian s'en explique en 1959 dans une émission de radio, où est évoquée avec Jean Dutourd sous forme de plaisanterie l'affadissement progressif de cet aspect dans l'adaptation théâtrale de 1948, puis dans le film à paraître. C'est la sexualité qui permet l'existence du personnage central, qui est métis. Et c'est la sexualité qui permet de transgresser ou menace les frontières imposées par le ségrégationnisme, et génère les lynchages, à l'image de celui d'Emmett Till, ainsi que le fil conducteur de la vengeance : 

« S'il n'y avait pas de rapports sexuels entre les Blancs et les Noirs, il n'y aurait pas de métis, il n'y aurait pas de problème. Donc si on traite d'un autre point de vue, on est malhonnête. »

Selon Michel Rybalka, cette thématique de la vengeance fait écho à des enjeux plus personnels, 

« le désir de se venger contre [une] société qui lui refuse les satisfactions matérielles et imaginaires et qui le relègue à un statut de sous-homme : J'irai cracher, ce sera de l'argent et du scandale […]. Vian décide de flatter le public en lui donnant ce qu'il demande, c'est-à-dire les stéréotypes de la pornographie et du roman noir, et en même temps de lui refuser la véritable jouissance en l'imaginarisant. C'est ainsi que Sullivan présente aux Français non seulement une Amérique qui correspond à leurs mythes, mais aussi un pays qui n'existe pas, un pays imaginaire de sa confection où il pourra leur infliger symboliquement toutes les tortures qu'il désire. »

Pour Mounia Benalil, 

« Vian s'identifie en quelque sorte à son narrateur Lee Anderson dont le statut se définit peu clairement par rapport à la société, voire à la race blanche. En « américanisant », d'une manière, Saint-Germain-des-Prés, Vian actualise à travers son roman son statut d'écrivain « inclassable » dont l’œuvre n'est ni entièrement consacrée par l'institution (surtout après l'échec pour la candidature pour le prix de la Pléiade) ni complètement intégrée. »

En 1949, le livre, considéré comme pornographique et immoral, est interdit et son auteur, condamné pour outrage aux bonnes mœurs.

## Genèse et accueil
Au début de l'été 1946, Vian fait la connaissance d'un jeune éditeur, Jean d'Halluin, qui cherche à publier des ouvrages à grande diffusion pour lancer les éditions du Scorpion qu'il vient de créer, en particulier des imitations des romans américains alors en vogue. D'Halluin demande à Vian, un ami de son frère Georges qui jouait dans le même orchestre que Boris, de lui faire un livre dans le genre de Tropique du Cancer d'Henry Miller, qui plaît beaucoup. Le projet est conçu par l'auteur et l'éditeur comme le « pari de fabriquer » un best-seller dans une période de deux semaines, c'est-à-dire un roman qui serait à la fois une bonne opération commerciale et un « exercice » dans la tradition du roman noir américain. Selon Alfred Cismaru, Vian se serait à l'origine proposé d'écrire le livre en dix jours.
Selon Philippe Boggio, « l'idée de J'irai cracher sur vos tombes était née, en dix minutes, sur un trottoir. Puis Michelle et Boris en avaient parlé entre eux. Le Prix de la Pléiade manqué, ils avaient terriblement besoin d'argent. Boris ne supportait plus son activité d'ingénieur. Ses romans tardaient à paraître, et de toute façon, les chances étaient minces qu'ils financent leur vie quotidienne et la voiture que Boris rêvait de s'offrir ».
Les critiques divergent dans leur appréciation du choix d'un pseudonyme : Michel Rybalka y voit un besoin d'argent ; Freddy de Vree (en), un « acte gratuit » ; Marc Lapprand, des « postures multiples » qui « rendent ambigüe la détermination nette » des « prédilections » de Vian, mais « nous assurent de son goût très prononcé à mener de front des activités très diverses ». En quinze jours de vacances, en effet, du 5 au 23 août, Vian s'amuse à imiter la manière des romans noirs américains, avec des scènes érotiques dont il dit qu'elles « préparent le monde de demain et frayent la voie à la vraie révolution ». Le titre initialement envisagé par Vian est J'irai danser sur vos tombes, le titre définitif ayant été suggéré par Michelle. 
En raison de sa composante érotique, le livre, présenté par d'Halluin dans des encarts publicitaires comme le « roman que l'Amérique n'a pas osé publier », va devenir le best-seller de 1947 en France. Le tirage sera de 120 000 exemplaires en un peu plus de deux ans ou 110 000 exemplaires selon les sources.
L'auteur est censé être un Noir américain nommé Vernon Sullivan que Boris ne fait que traduire. Le titre original du roman est censé être I Shall Spit on Your Graves. D'Halluin est enthousiaste. Vian, en introduction du livre, prétend avoir rencontré le véritable Vernon Sullivan et reçu son manuscrit de ses mains. Il y voit des influences littéraires de James Cain, il met en garde contre la gêne que peuvent occasionner certaines scènes violentes. Jean d'Halluin a même prévu de publier des « bonnes feuilles » dans Franc-Tireur. Tous deux espèrent un succès sans précédent.
À la parution du roman le 21 novembre 1946, les premières critiques indignées leur donnent l'espoir que le scandale sera égal à celui soulevé par la publication du roman de Miller, et la critique du roman par Les Lettres françaises, qui le traite de « bassement pornographique », fait, selon Philippe Boggio monter les enchères.
Selon Fabio Regattin, au contraire, l'ouvrage, au début « ne semble pas attirer une grande attention de la part du public. Les comptes rendus sont assez rares et, chez les libraires, le livre ne s’écoule que très lentement. Les quelques critiques qui citent le livre semblent, en général, plus intéressées à établir la paternité de l’ouvrage (est-ce véritablement l’opus d’un auteur américain ? Est-ce un canular provenant directement de Boris Vian ?) qu’à discuter ses caractéristiques ou sa valeur littéraire. »
Mais il leur faut bien vite déchanter lorsque France Dimanche et l'hebdomadaire L'Époque réclament des poursuites pénales identiques à celles qu'a connues Henry Miller. Par ailleurs, on annonce la parution d'un deuxième Vernon Sullivan. Mais déjà, Jean Rostand, l'ami de toujours, se déclare déçu. Boris a beau se défendre d'être l'auteur du livre, un certain climat de suspicion règne chez Gallimard, qui refuse du même coup L'Automne à Pékin. Selon Philippe Boggio, seul Queneau a deviné qui était l'auteur et trouvé le canular très drôle.
Le sort fait à Henry Miller touche aussi Boris Vian, qui est attaqué en justice le 7 février 1947 par le « Cartel d'action sociale et morale » (successeur de la Ligue pour le relèvement de la moralité publique) dirigé par l'architecte protestant Daniel Parker. La plainte s'appuie sur le décret-loi du 29 juillet 1939 relatif à la famille pour taxer ce « roman pornographique » d'incitation à la débauche. Vian risque deux ans de prison et 300 000 francs d'amende. Ce même mois, Vian écrit un second Sullivan, Les morts ont tous la même peau qui paraît en 1948 et dont le héros, trois fois assassin, porte le nom de Dan Parker.
Le scandale s'aggrave lorsque l'auteur est accusé d'être un « assassin par procuration » ; en effet, en avril 1947, la presse rapporte un fait divers sensationnel : un homme a assassiné sa maîtresse en laissant un exemplaire annoté de J'irai cracher sur vos tombes au chevet du cadavre. Boris doit prouver qu'il n'est pas Vernon Sullivan et, pour cela, il rédige en hâte un texte en anglais qui est censé être la version originale. Il est aidé dans ce travail par Milton Rosenthal, un journaliste des Temps modernes. Ce texte sera publié en avril 1948.
En août 1947, le tribunal suspend les poursuites. Une édition illustrée par Jean Boullet est publiée la même année. En novembre 1948, après la loi d'amnistie de 1947, Boris Vian reconnaît officiellement être l'auteur de J'irai cracher sur vos tombes sur les conseils d'un juge d'instruction, pensant être libéré de tout tracas judiciaire. C'est sans compter sur Daniel Parker et son « cartel moral », qui attendait la traduction en anglais de l'ouvrage et le deuxième tirage de la version en français pour relancer cette procédure. Cette fois, en 1949, le livre de Boris est interdit. Entre-temps, le romancier a vendu plus de 110 000 exemplaires de son œuvre, ce qui lui a rapporté 4 499 335 francs de l'époque (10 % de droits en tant qu'auteur, 5 % en tant que traducteur), si bien que le fisc lui réclame des indemnités faramineuses qu'il ne peut payer, l'obligeant à laisser saisir les reliquats de droits du roman.
L'histoire complète du livre, de la pièce de théâtre et du film est contée par Noël Arnaud dans Le Dossier de l'affaire « J'irai cracher sur vos tombes », publié en 1974 et réédité en 2006 chez Christian Bourgois.

## Adaptations

### Au théâtre
- J'irai cracher sur vos tombes, mise en scène d'Alfred Pasquali, création au théâtre Verlaine le 22 avril 1948[30].

### Au cinéma
- J'irai cracher sur vos tombes de Michel Gast (1959). Vian désapprouvait totalement l'adaptation de son roman. Il est mort dans la salle au début de sa première projection.
- J'irai cracher sur vos tombes ou Escupiré sobre sus tumbas (2024) est une telenovela colombienne de 60 épisodes qui offre une relecture libre de l'oeuvre de Vian.

### En bande-dessinée
- J'irai cracher sur vos tombes, Jean-David Morvan, Rey Macutay, Rafael Ortiz, Vernon Sullivan, Scietronc, Collectif, Glénat, mars 2020.

## Dans la fiction
Laurent Chevalier consulte cet ouvrage dans le film Le Souffle au cœur.